# Philippe Vande Walle
Philippe Vande Walle (Brugge, 1961. december 22. –) belga válogatott labdarúgókapus, edző.
A belga válogatott tagjaként részt vett az 1998-as világbajnokságon.

## Sikerei, díjai
Club Brugge
- Belga bajnok (2): 1987–88, 1989–90
- Belga kupa (1): 1985–86
- Belga szuperkupa (4): 1980, 1986, 1988, 1990